# 观音寺 (列治文)
观音寺（International Buddhist Temple）是一座位于加拿大卑诗省列治文的一座大乘佛教寺庙。由国际佛教协会管理。寺庙向所有宗教和文化背景的游客开放。

## 历史
1979年，香港的两名佛教徒捐赠了土地和资金，以在北美建造一座地道的中国佛教寺庙。1981年，成立了国际佛教协会。两年后寺庙建成，正式向公众开放。1986年，包括列治文市长和议员在内的数千人参加了开幕典礼。

## 建筑
这座寺庙是地道的中国传统风格，其设计基于中国北京的紫禁城。屋顶上铺有黄瓦，还有中国古典园林，有荷花池、凉亭、假山和石桥。位于中心的大雄宝殿为钢筋混凝土结构，这里有北美最大的释迦牟尼佛像。